# Катран кубинський
Катран кубинський (Squalus cubensis) — акула з роду Катран родини Катранові. Названа по голотипу, впійманого неподалік Гавани (Куба).

## Опис
Загальна довжина досягає 1,1 м, середня становить 75 см. Голова невелика. Морда подовжена та трохи загострена. Очі великі, розташовані близько до кінчика морди, мають характерний розріз, чим відрізняється від інших видів свого роду. Ніздрі розташовані близько до морди. Носові клапани з 2 вираженими долями. Тулуб стрункий, обтічний. Грудні плавці великі, серпоподібні, з глибокою вгнутою задньою крайкою. Має 2 трикутних спинних плавця з високими шипами. Шип на першому спинному плавці майже дорівнює основі плавця. Передній спинний плавець значно більше за задній. Шип заднього плавця досягає верхівки плавця. Хвостовий плавець довгий й вузький, гетероцеркальний, верхня лопать більше розвинена ніж нижня. Його задня крайка має зубчасту облямівку. Анальний плавець відсутній.
Забарвлення спини сіре, черево має попільний до білого кольору. Спинні плавці наділені чорними кінчиками, грудні, черевні та хвостовий плавець зі світлими задніми краями.

## Спосіб життя
Тримається на глибинах від 80 до 380 м, на континентальному шельфі. Дорослі особини зустрічаються на більший глибині, ніж молодь. Здатна утворювати зграї. Полює на здобич біля дна (бентофаг). Живиться костистими рибами, головоногими молюсками, ракоподібними. Загрозу для цієї акули становлять великі акули та великий ізопод, що мешкає у ротовій порожнині.
Статева зрілість настає при розмірі близько 50 см. Це яйцеживородна акула. Самиця народжує до 10 акуленят завдовжки 20 см.
У північних районах Мексиканській затоки на цю акулу полюють за її печінку, що містить багато сквалену. М'ясо використовується лише для виробництва рибного борошна.

## Розповсюдження
Мешкає від узбережжя штату Північна Кароліна до Флориди (США), Мексиканській затоці, біля Багамських островів, Мексики, Куби, Ямайки, Гондурасу, Нікарагуа, Панами, Колумбії, Венесуели, Барбадосу, уздовж східного узбережжя Південної Америки — біля Бразилії, Уругваю та Аргентини.